# Xã Warm Springs, Quận Randolph, Arkansas
Xã Warm Springs (tiếng Anh: Warm Springs Township) là một xã thuộc quận Randolph, tiểu bang Arkansas, Hoa Kỳ. Năm 2010, dân số của xã này là 332 người.